# Ninia Binias

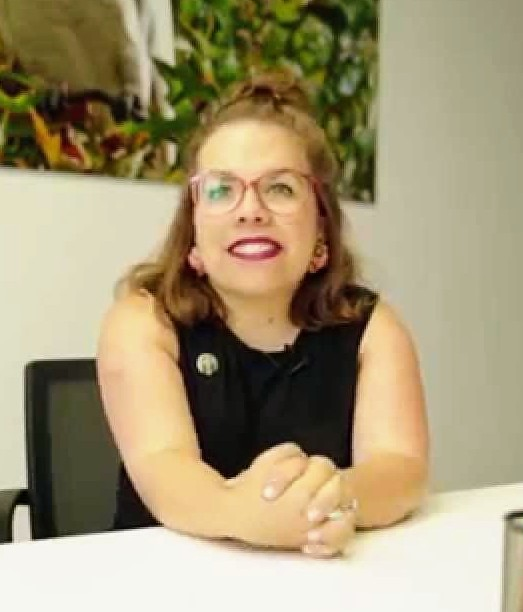
Ninia Binias, 2015

Ninia Binias (Künstlername: Ninia LaGrande; * 12. August 1983 in Hannover) ist eine deutsche Schriftstellerin, Bloggerin, Slam-Poetin und Moderatorin. Sie ist Geschäftsführerin der Büro für Popkultur GmbH & Co. KG und Co-Organisatorin der deutschsprachigen Poetry-Slam-Meisterschaften 2017 in Hannover.

## Leben
Ninia Binias ist eine Tochter von Uwe Binias und wuchs in Braunschweig auf, wo sie 2003 das Abitur am Wilhelm-Gymnasium machte. Bis 2008 studierte sie in Marburg und Göttingen Kunstgeschichte und Germanistik. Das Studium schloss sie mit dem Magister Artium ab. 2009 bis 2011 war sie in der Unternehmenskommunikation der Schlüterschen Verlagsgesellschaft in Hannover tätig. 2011 wechselte sie als Social-Media- und Online-Communications-Managerin zum Sprachlernportal papagei.com. Seit 2015 ist Binias ausschließlich selbstständig tätig.

### Blog
Neben einzelnen Texten in verschiedenen Blogs und Magazinen bloggt Ninia Binias unter ihrem Pseudonym Ninia LaGrande über das Leben im Allgemeinen, Geschichten aus der Großstadt, Feminismus, Kunst und Musik, sowie Fotografie, Mode und Politik. Im Mai 2013 gründete sie gemeinsam mit anderen Autoren den Gemeinschaftsblog LesFlaneurs.de.

### Text/Poetry-Slam
2014 veröffentlichte Binias ihren ersten Erzählband Und ganz, ganz viele Doofe! im Blaulicht-Verlag.
Seit 2017 schreibt Binias monatlich Kolumnen für das Redaktionsnetzwerk Deutschland. Die Kolumnen erscheinen in diversen Tageszeitungen des Netzwerkes, u. a. in der Hannoverschen Allgemeinen Zeitung und der Ostsee-Zeitung.
Regelmäßig tritt Ninia Binias auf Poetry-Slams in Deutschland und im Ausland auf. In Hannover ist sie festes Mitglied der Lesebühne Nachtbarden, die mit dem niedersächsischen Kabarett-Nachwuchspreis „Fohlen von Niedersachsen 2015/16“ ausgezeichnet wurde. In Göttingen gründete sie die Lesebühne „acrobat readers“ (jetzt: Sprachlabohr).
Außerdem trat sie als Slam-Poetin bereits in verschiedenen Fernsehformaten auf, u. a. Pufpaffs Happy Hour, Luke! Die Woche und ich und Ladies Night (ARD).
2012 und 2014 erreichte Binias das Finale der Niedersächsisch-Bremischen Landesmeisterschaften im Poetry-Slam. 2015 und 2016 vertrat sie ihre Heimatstadt Braunschweig wiederholt bei den deutschsprachigen Meisterschaften. Um noch mehr Aufmerksamkeit und Unterstützung für Frauen in der deutschsprachigen Poetry-Slam-Szene zu erreichen, schloss sie sich 2016 dem Verein SLAM ALPHAS an.

### Moderation
Am 30. Mai 2015 erschien die deutsche Erstausstrahlung der in mehreren Staffeln von RTL übertragenen Fernsehsendungen Ninias Fashion Mag und Ninias Style der Woche, in deren Folgen die Bloggerin vor allem jeweils einen Beruf der Modebranche vorstellte und Protagonisten der Sendung umstylte. Ninias Fashion Mag wurde für den Goldenen Spatz 2016 nominiert.
Im September 2015 war Binias Testimonial der neuen Glückslos-Kampagne von Aktion Mensch. Sie spielte im TV-Spot eine der Hauptrollen: „Das neue Glückslos“. Zu der Kampagne gehörten auch Print- und Online-Anzeigen mit Binias. 2016–2017 war sie Kolumnistin für „Menschen.“, das Magazin der Aktion Mensch.
Seit 2014 moderiert sie die Kabarettbundesliga im Theater am Küchengarten. Zuletzt organisierte sie gemeinsam mit Bernard Hoffmeister, Jörg Smotlacha, Henning Chadde, Tobias Kunze, Volker Petri, Klaus Urban, Julia Ustinski, Uwe Meyer und Jan Egge Sedelies die deutschsprachigen Poetry-Slam-Meisterschaften 2017, bei denen vom 24. bis 28. Oktober 2017 zwanzig Teams und 110 einzelne Poeten – beispielsweise im Kulturzentrum Faust – auftraten.

### Podcasts
Binias podcastet in unterschiedlichen Formaten: Die kleine schwarze Chaospraxis (mit Denise M’Baye), popradar (mit Leonie Warnke) und „Die Kolumnisten (Audible Original Podcast)“. Außerdem ist sie bereits Gast in verschiedenen anderen Podcasts gewesen – u. a. Lila Podcast, Feuer & Brot und Grimmig & Gögge.

### Sonstiges
Im Januar 2016 rief Binias gemeinsam mit 21 anderen Frauen das Hashtag #ausnahmslos ins Leben. Die Aktion wurde im März 2016 mit dem Sonderpreis für politische Intervention im Rahmen des Clara-Zetkin-Frauenpreises ausgezeichnet.
2016 wurde Binias solo als Kreativpionierin Niedersachsens ausgezeichnet. 2017 folgte die bundesweite Auszeichnung Kultur- und Kreativpiloten für die Firma Büro für Popkultur GmbH & Co. KG, bei der sie eine von drei Geschäftsführern ist.
Im April 2025 wirkte sie in der ZDF-Satiresendung Die Anstalt mit.

### Privates
Ninia Binias lebt mit ihrem Mann und ihrem Sohn in Hannover. 

### Auszeichnungen
- 2020: Stadtkulturpreis des Freundeskreises Hannover[6]
- 2016: Kreativpionierin Niedersachsens
- 2015: Fohlen von Niedersachsen (Kabarettpreis)

## Werke (Auswahl)

### Schriften
- Ninia LaGrande: … und ganz, ganz viele Doofe! Geschichten und Gedichte aus einer anderen Perspektive, Helmstedt: Blaulicht-Verlag, 2014, ISBN 978-3-941552-30-2; Inhaltsverzeichnis und Inhaltstext
- Ninia LaGrande: Von mir hat es das nicht! Geschichten, Helmstedt: Blaulicht-Verlag, 2019, ISBN 978-3-941552-48-7.

### Textbeiträge
- Axel Klingenberg, Andreas Reiffer (Hrsg.): The Punchliner Nr. 9 – Satire & Slam Poetry. Verlag Andreas Reiffer, 2012, ISBN 978-3-934896-97-0.
- Dominik Bartels (Hrsg.): Viele Grüße aus dem schönsten Land der Welt: Geschichten und Gedichte zur Lage der Nation. Blaulicht-Verlag, 2013, ISBN 978-3-941552-22-7.
- Paul Bokowski (Hrsg.): Die letzten werden die Ärzte sein: 35 Geschichten. Krank geschrieben. Satyr-Verlag, 2014, ISBN 978-3-944035-29-1.
- Nik Salzflausen (Hrsg.): Afterwork mit Sisyphos: Alte Mythen, neue Texte im Poetry Slam. Satyr-Verlag, 2017, ISBN 978-3-944035-87-1.
- Clara Nielsen, Nora Gomringer (Hrsg.): Lautstärke ist weiblich: Texte von 50 Poetry-Slammerinnen. Satyr-Verlag, 2017, ISBN 978-3-944035-91-8.